# Eriospermum rhizomatum
Eriospermum rhizomatum är en sparrisväxtart som beskrevs av Pauline Lesley Perry. Eriospermum rhizomatum ingår i släktet Eriospermum och familjen sparrisväxter. Inga underarter finns listade i Catalogue of Life.